# Cầu phao Triệu Độ

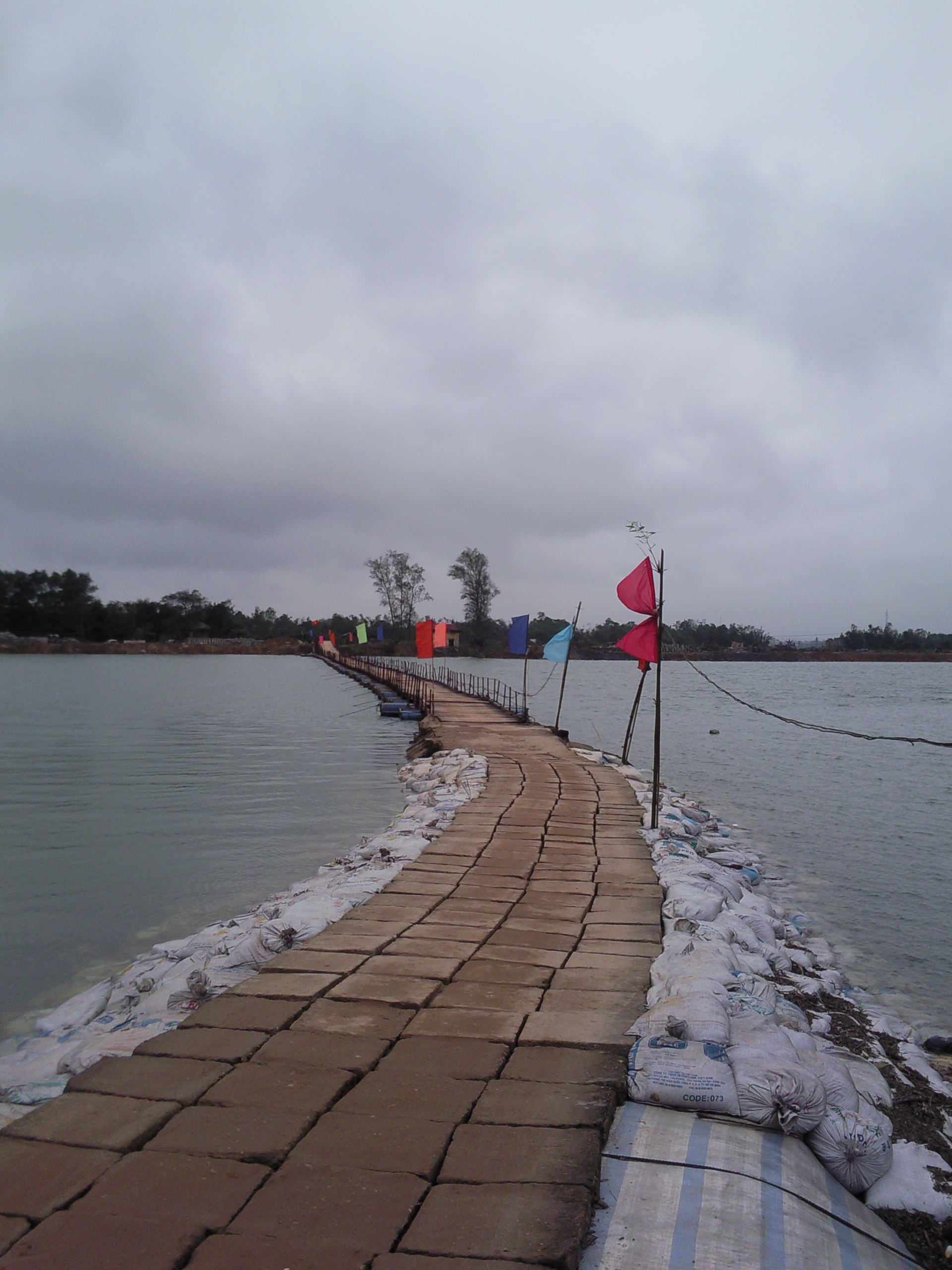
Cầu phao Trung Yên bắc qua Sông Thạch Hãn

Cầu phao Triệu Độ hay Cầu phao Trung Yên là cây cầu phao bắc qua sông Thạch Hãn đoạn chảy qua khu vực thôn Trung Yên, xã Triệu Độ, huyện Triệu Phong, tỉnh Quảng Trị.